# Duby u rybníka Vražda
Duby u rybníka Vražda jsou památné stromy - duby letní (Quercus robur) ve vesnici Nouzov v okrese Nymburk.
Na hrázi rybníka Vražda rostly v minulosti dva památné duby letní vyhlášené Radou Středočeského krajského národního výboru v Praze dne 25. července 1978 jako významné krajinné dominanty a stromy významné svým vzrůstem a stářím. V srpnu 2010 však došlo k rozlomení jednoho ze dvou chráněných dubů, který byl následně odklizen. 

## Fotogalerie

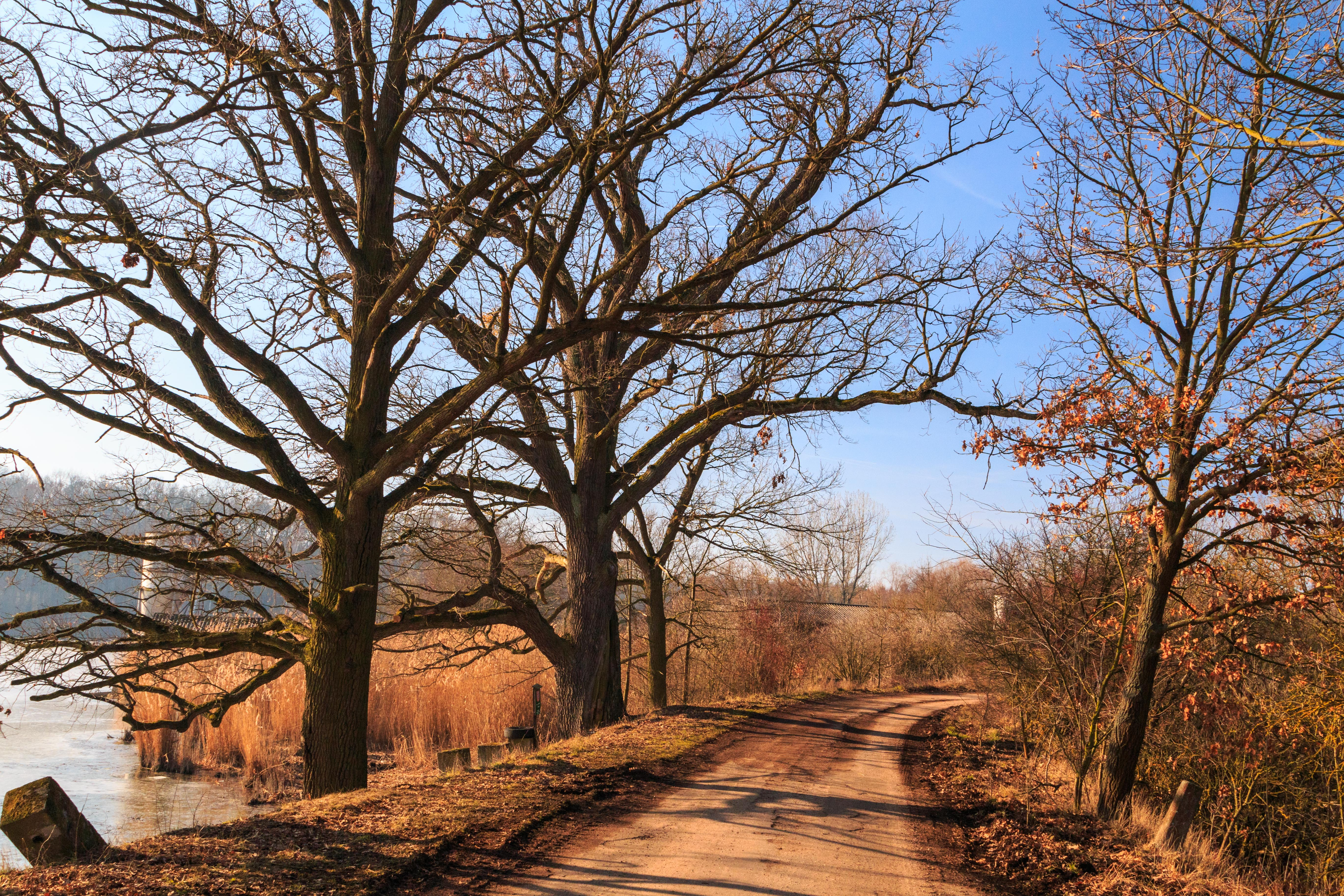
Památný dub na hrázi rybníka Vražda u Nouzova
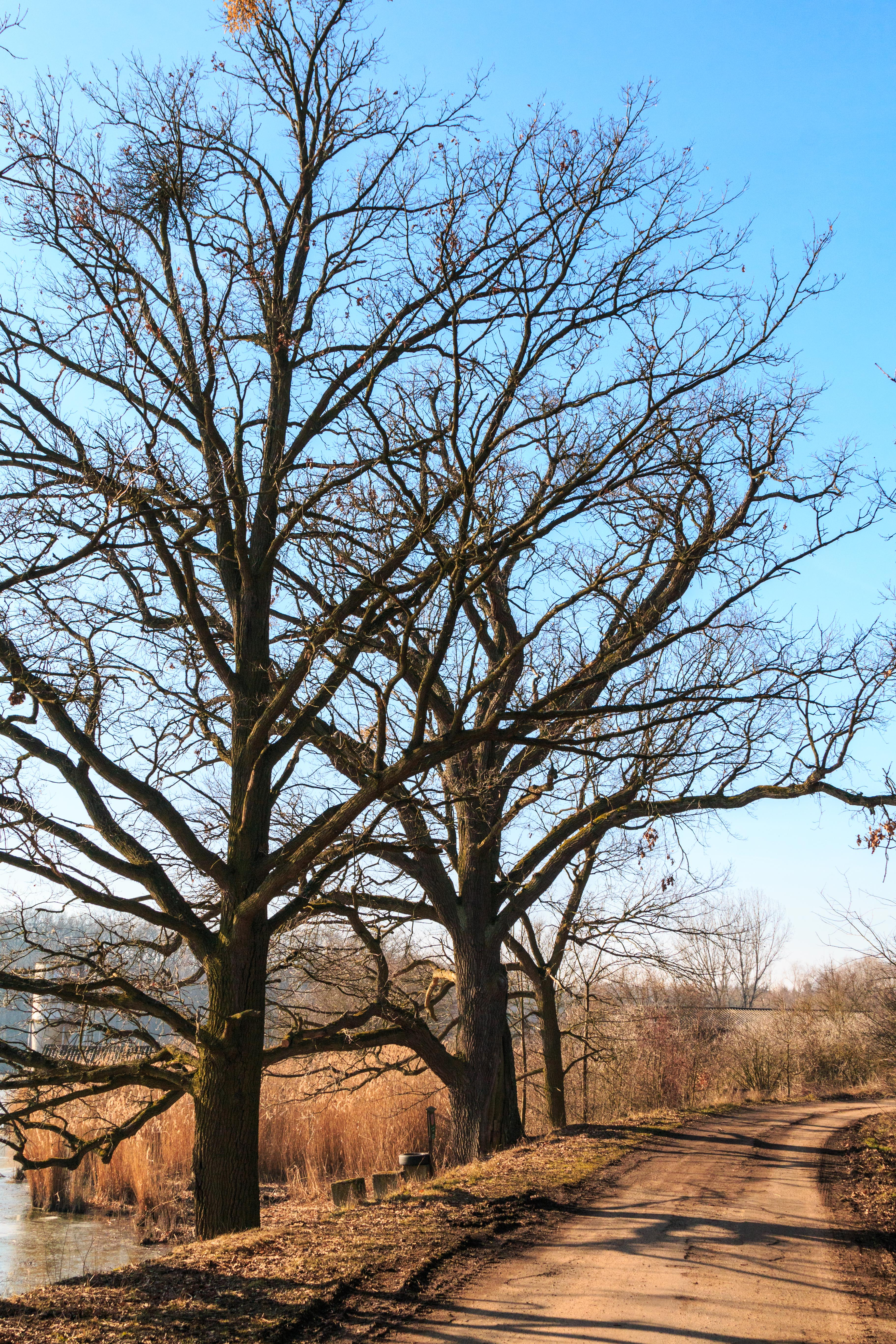
Památný dub na hrázi rybníka Vražda u Nouzova
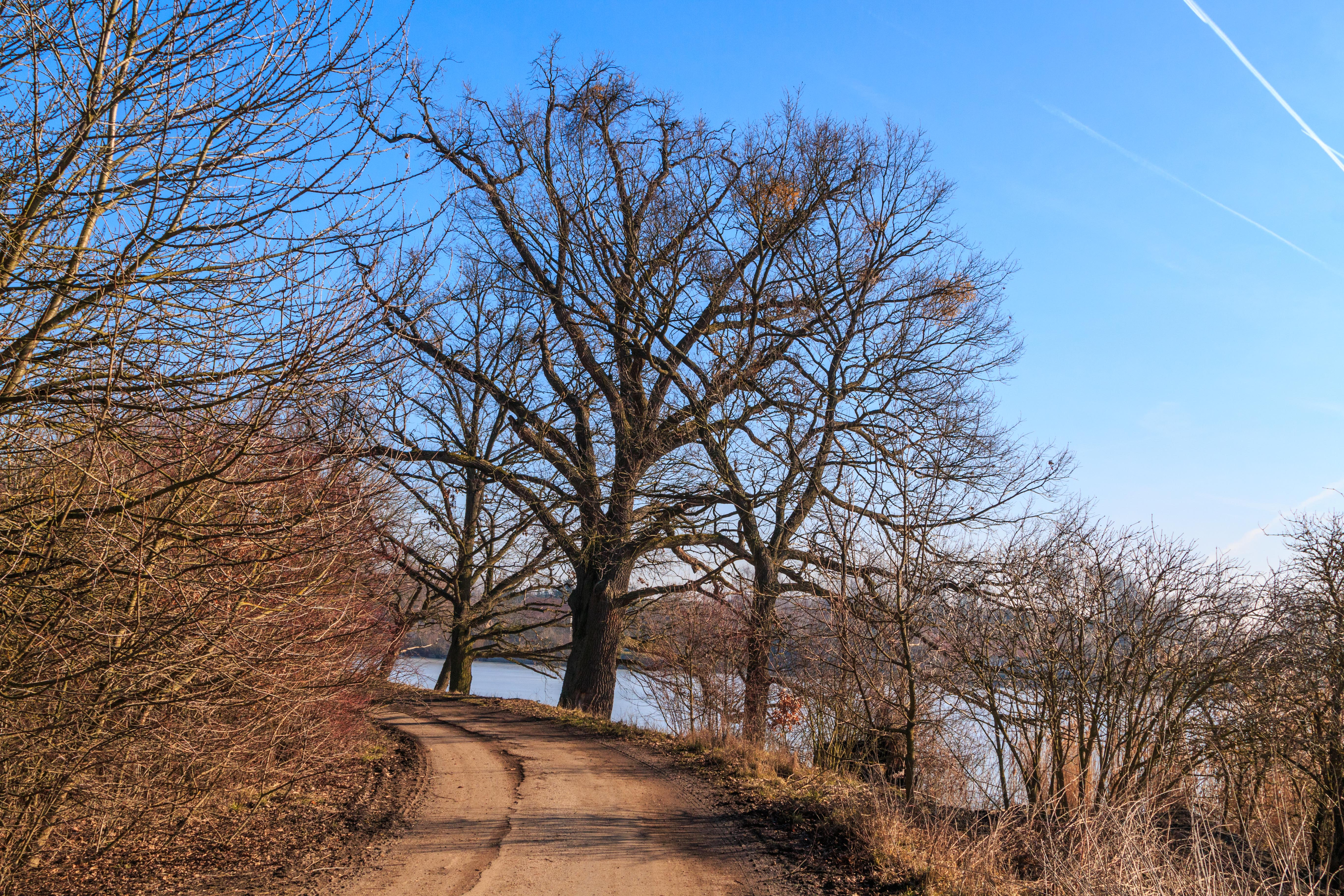
Památný dub na hrázi rybníka Vražda u Nouzova

## Památné a významné stromy v okolí
Nedaleko od obou památných dubů rostla až do roku 1998 památná hrušeň obecná. Strom v roce 1998 uschl.
- Památný topol u rybníka Slatinka
- Záhornická hrušeň